# Membrana sinoviale
La membrana sinoviale è una sottile membrana di tessuto connettivo specializzato, presente nelle articolazioni, che riveste internamente la capsula articolare e la parte articolare dell'osso. È a contatto diretto con la membrana fibrosa sulla superficie esterna e con il liquido sinoviale sulla superficie interna. Sulla superficie del tessuto a contatto con il liquido sinoviale sono presenti molti macrofagi che hanno la funzione di proteggere il liquido sinoviale rimuovendo i detriti derivanti da usura o lacerazioni.
Il termine sinoviale deriva, attraverso il latino, dalle parole greche συν/οων ("sin-oon"), ossia "con l'uovo". Paracelso nel coniare questo termine si ispirò alla somiglianza del liquido sinoviale col bianco d'uovo. L'intervento chirurgico che consiste nell'asportazione della membrana sinoviale, è noto come sinoviectomia.

## Anatomia
La membrana sinoviale è formata da uno strato di cellule endoteliali poste su un tessuto connettivo fibroso. Riveste anche i legamenti interarticolari e i tendini.
Contiene la sinovia, un liquido filamentoso, prodotto in parte dalla membrana stessa, che serve a lubrificare le articolazioni, mentre le frange sinoviali sono delle pieghe formate dalla membrana nelle articolazioni.

### Struttura
La membrana sinoviale è una lamina posta sul versante interno della cavità diartroidale; si proietta verso la porzione più interna della cavità e poggia sulla parte più interna della capsula. Ha aspetto villiforme, non liscio. Riveste tutta la superficie interna della cavità articolare che non è rivestita dalla cartilagine articolare.
Si compone di 3 strati, dal più interno al più esterno:
- intimale, costituito da due tipi cellulari diversi detti sinoviociti. Un tipo cellulare presenta un reticolo endoplasmatico rugoso molto sviluppato ed è una cellula secretiva; l'altro tipo cellulare invece è ricco di mitocondri e vacuoli e presenta delle estroflessioni citoplasmatiche; queste cellule hanno la funzione di fagocitare i detriti. Tra queste cellule non si stabiliscono ponti o giunzioni intercellulari, quindi non sono saldate tra loro. Avremo quindi cellule dette di tipo A o M (macrofagiche) e di tipo B (secretrici, simili a fibroblasti). Le cellule secretrici secernono proteine nel liquido sinoviale.
- sub-intimale, in cui si hanno fibre connettivali a larga maglia, quindi di Tessuto connettivo lasso. È ricco di vasi sanguiferi che servono alla produzione del liquido sinoviale.
- sub-sinoviale, ancora più ricco di vasi sanguiferi rispetto allo strato sub-intimale, e prende contatto dalla membrana sinoviale.

### Liquido sinoviale
Il liquido sinoviale è un fluido bianco, limpido, visco-elastico, simile all'albume d'uovo. È un dializzato del plasma, ovvero un trasudato per differenza di pressione (osmotica, oncotica e idrostatica) tra i capillari e l'interstizio. È ricco di acido ialuronico e altri GAG e deve la sua viscosità alla glicoproteina mucina. Ha 3 funzioni: dissipa il calore, lubrifica i capi articolari e nutre la cartilagine. Il versamento e il riassorbimento della sinovia avviene a livello dei villi sinoviali.

## Patologie
In caso di traumi alle articolazioni si può assistere ad un eccessivo accumulo di liquido sinoviale, che comporta tumefazione e dolore.
In questi casi, se si tratta di un aumento di acqua all'interno della cavità articolare si parla di idrarto, mentre se è presente anche del sangue allora si parla di emartro.
Le patologie infiammatorie della membrana sinoviale sono genericamente indicate come sinovite. Una dei maggiori esiti di queste infiammazioni è l'artrite reumatoide, ma può verificarsi anche in altre condizioni quali l'osteoartrite e la febbre del fiume Ross. Nella sinovite villonodulare pigmentosa vi è invece una proliferazione tumorale o pseudo-tale degli elementi cellulari della membrana sinoviale.
Il tumore maligno che interessa la cellule mesenchimali che compongono la membrana sinoviale, è detto sarcoma sinoviale.